# Trattamento meccanico-biologico
Nella gestione dei rifiuti il trattamento meccanico-biologico (TMB) è una tecnologia di trattamento a freddo dei rifiuti indifferenziati (e/o residuali dopo la raccolta differenziata) che sfrutta l'abbinamento di processi meccanici a processi biologici quali la digestione anaerobica e il compostaggio. Appositi macchinari separano la frazione umida (l'organico da bioessicare) dalla  frazione secca (carta, plastica, vetro, inerti, ecc.); quest'ultima frazione può essere in parte riciclata oppure usata per produrre combustibile derivato dai rifiuti (CDR) rimuovendo i materiali incombustibili.

## Principi
Grande rilievo sta assumendo anche in Italia la produzione di biostabilizzato dai rifiuti solidi urbani mediante TMB. Il biostabilizzato si distingue dal compost in quanto il biostabilizzato non viene usato come fertilizzante in agricoltura (cosa che viene fatta invece col compost) ma, essendo caratterizzato da una fermentescibilità ridotta fino al 90%, è particolarmente adatto a varie applicazioni volte al recupero ambientale, paesaggistico e alla copertura giornaliera di discariche (al posto della terra) senza avere emissioni di metano (che è anche un gas serra circa 21 volte più potente, se liberato in atmosfera tal quale, della CO2).
Molto spesso in Italia tali impianti sono progettati per alimentare inceneritori con combustibile derivato dai rifiuti; in taluni casi addirittura gli impianti sono usati semplicemente per triturare i rifiuti senza alcun reale beneficio né per il recupero né per l'incenerimento, come dimostrano le inchieste riguardanti la gestione dei rifiuti in Campania (vedere la voce per le fonti).
Schematicamente un impianto che produce biostabilizzato da rifiuti prevede dapprima la vagliatura con separazione di una parte grossolana e poco fermentescibile, costituita ad esempio da carta, cartone, plastica, metalli, vetro ecc., e di una parte ricca di sostanza organica e altamente fermentescibile. La frazione biochimicamente inerte viene avviata allo smaltimento/riciclo mentre la sostanza organica viene sottoposta ad abbattimento del contenuto organico e a trattamento biologico atto ad accelerare la fermentazione e produrre quindi materiale finale a bassa fermentescibilità. In tal modo si recupera biogas ed è anche possibile ricavare eventualmente del CDR.
Tali impianti ad alta tecnologia sfruttano sistemi automatici di classificazione dei materiali: una tecnologia adottata è quella della spettrografia nel vicino infrarosso che ad esempio permette ad un computer di individuare le diverse tipologie di plastiche e di comandare un sistema di getti d'aria compressa per la separazione.

### Parte meccanica

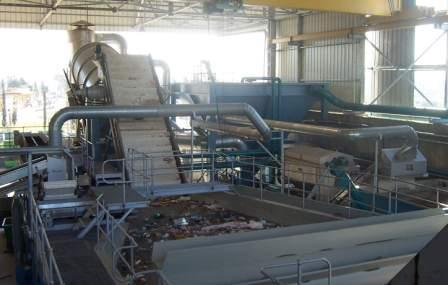
Impianto per il recupero di materiali a umido.

La parte meccanica del TMB viene riferita a una fase di separazione e classificazione dei vari componenti dei rifiuti utilizzando dei sistemi meccanici automatizzati. In questo modo dalla massa dei rifiuti vengono rimossi i componenti riciclabili, come carta, metalli, plastiche e vetro, e altri componenti destinabili solamente in discarica. Tipicamente vengono sfruttati nastri trasportatori, magneti industriali, separatori galvanici a corrente parassita, vagli a tamburo, vaglio a dischi, macchine spezzettatrici e altre apparecchiature appropriate.
Alcune recenti tecnologie integrate, come la tecnologia relativa al processo ArrowBio, sfruttano direttamente l'utilizzo di impianti veri e propri specializzati nel recupero di materiali a umido e lavaggio della frazione riciclabile dei rifiuti. Il trattamento meccanico-biologico può anche, tramite processi alternativi, separare la frazione combustibile dei rifiuti da destinare alla "valorizzazione energetica". La frazione combustibile (in passato definita con l'acronimo CDR) è costituita da un insieme eterogeneo di materie plastiche, cellulosiche e, in minor misura, tessili, legnose e biodegradabili. Qualora abbia i requisiti del cosiddetto CSS-Combustibile, può essere valorizzata in cementifici e centrali a carbone in co-combustione con i combustibili solidi tradizionali. Negli altri casi è destinata ad impianti di incenerimento o ad altri impianti dedicati alla valorizzazione energetica dei rifiuti (impianti a pirolisi, gassificatori, ecc.).

### Parte biologica

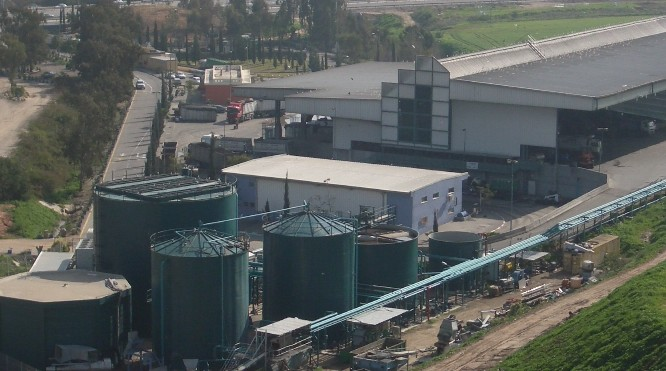
Digestori anaerobici UASB a doppio stadio.

La parte biologica del TMB è riferita ai processi di compostaggio e di digestione anaerobica.
La digestione anaerobica provoca la scissione biochimica della componente biodegradabile dei rifiuti tramite l'azione di microrganismi in condizione di anaerobiosi. Vengono prodotti biogas utilizzabile quale combustibile e un digestato solido che può essere sfruttato per migliorare le proprietà agricole del suolo. Alcuni processi condotti in mezzo acquoso permettono di ottenere un alto rendimento in biogas.
Il compostaggio implica invece il trattamento della componente organica con microrganismi aerobici. In queste condizioni ossidative si ha formazione di anidride carbonica e compost. Utilizzando il solo compostaggio quindi non si ha il vantaggio di produrre energia (biogas) dalla frazione biodegradabile dei rifiuti.
Alcuni sistemi, come quello UR-3R, utilizzano invece sia una fase di digestione anaerobica parziale che una fase secondaria di compostaggio.
Sfruttando la digestione anaerobica o il compostaggio della frazione biodegradabile, il trattamento dei rifiuti tramite TMB permette di ridurre le emissioni di gas serra.

## Impianto tipo
Si approfondisce il funzionamento di un impianto tipo con un ingresso di 100 000 t/a di rifiuti urbani residui di una raccolta differenziata efficiente, sulla base dei dati del documento citato Gestione dei rifiuti a freddo, elaborato sulla base dell'esperienza tedesca.
Il pretrattamento elimina i rifiuti ingombranti non riciclabili e tritura il resto, con aggiunta di acqua.
La separazione fornisce:
- Grazie a un sistema ottico-elettronico che li riconosce e smista con degli eiettori pneumatici, imballaggi in plastica densa (HDPE, PET) di qualità, riciclabili quanto il differenziato e quindi di alto valore commerciale, per circa 2 000 t/a, oltre a circa 2 500 t/a di altri tipi di plastica densa.
- Con dei separatori a corrente d'aria, miscela di carta e cartone (10 300 t/a) e pellicole di plastica (5 700 t/a). Il valore commerciale è basso, però si possono separare le due componenti a umido, e quindi usare la carta nel successivo compostaggio oppure venderla a una cartiera, mentre le pellicole possono essere riciclate (sotto-riciclaggio).
- Con un ulteriore sistema ottico-elettronico, sopravvaglio (80 – 200 mm) pesante, da cui si può recuperare il vetro (almeno il 60% di quello presente; 1 500 t/a circa).
- Con magneti, materiali ferrosi per 1 530 t/a leggermente contaminati da materiale organico (nessun problema per il riciclo).
- Con due separatori a mulino a vortice,  metalli non ferrosi per 2 000 t/a.

Dapprima un getto d'aria avvia la formazione di batteri aerobi per l'eliminazione dei rifiuti organici. Le correnti di Coulomb sono talvolta utilizzate per l'identificazione e rimozione dei materiali non ferrosi. Impianti  di questo tipo, a funzionamento meccanico-biologico, senza i riconoscitori ottici, erano già operativi negli anni '30.
I liquidi rimasti (63 000 t/a  di cui 18 000 t/a di acqua aggiunta nella fase precedente, recuperabile per il compostaggio) sono sottoposti a digestione anaerobica, con un processo efficiente grazie alla precedente pulizia del materiale. 
Il processo dura quattro settimane in un ambiente chiuso (degradazione intensiva), più altre dieci in un'area coperta, e comporta una riduzione in peso di circa il 40%, soprattutto per l'evaporazione dell'acqua, e in parte per la degradazione dell'organico in anidride carbonica.
Si ottengono 3 700 t/a di biogas, 18 000 di acqua da trattamento, 3 000 di sabbia, 35 000 di materiale da avviare al compostaggio finale.
Il biogas permette di produrre circa 80–100 kWh di elettricità e 100–180 kWh di calore per tonnellata di rifiuti totali in ingresso (supponendo una raccolta differenziata efficiente). La maggior parte dell'energia è usata nell'impianto stesso, il cui bilancio energetico è neutro o leggermente positivo (si può aumentare il recupero energetico a scapito del recupero di materiale, ma questo non ha convenienza né economica né ambientale).
Alla fine del processo di separazione, non solo si sono recuperati dei materiali utili (riducendo le esigenze energetiche dell'impianto), ma si sono anche eliminate sostanze che in discarica costituiscono un notevole problema (nel caso del biogas, per  l'effetto serra; negli altri, per l'inquinamento a lungo termine o la percolazione). A questo punto si hanno circa 27 000 t/a di materiale prevalentemente organico che può essere conferito senza problemi in discarica in ottemperanza alle leggi più recenti.
Tuttavia, è conveniente selezionare un'ulteriore parte di circa 7 000 t/a a maggiore concentrazione organica e con ridotta contaminazione di metalli pesanti, che può fungere da compost di qualità inferiore.
L'ammendante ottenuto, non derivando da raccolta differenziata, è di qualità inferiore in quanto può contenere piccole tracce di altri rifiuti che gli impianti non riescono a separare, e non può pertanto essere usato nel settore agricolo, ma è utile per reintegrare nutrienti nei suoli (sequestrando anidride carbonica, fra l'altro).
Le rimanenti 20 000 t/a vanno conferite in discarica, insieme a una certa quantità di sabbia dal digestore e rifiuti ingombranti non riciclabili, tolti all'inizio, per un totale di circa 24 000 t/a (meno di un quarto del peso iniziale) o quasi 30 000 se non si trova impiego per la pellicola di plastica.